# Fikoplast
Fikoplast – wiązka mikrotubuli ułożonych równolegle do płaszczyzny podziału, powstająca w miejscu wrzeciona kariokinetycznego. Struktura oddziela dwa powstałe podczas podziału jądra, umożliwiając wytworzenie przegrody dzielącej komórki. Fikoplast rozrasta się odśrodkowo. Jest wytwarzany w dzielących się komórkach części glonów należących do zielenic.